# Утебаев, Сакен Нуриевич
Сакен Нуриевич Утебаев (каз. Сәкен Нұрұлы Өтебаев; род. 8 февраля 1966, Красноводск, Туркменская ССР, СССР) — казахстанский государственный и общественный деятель. Депутат Мажилиса Парламента Республики Казахстан VI созыва (2016—2021).

## Биография
Сакен Нуриевич Утебаев родился 8 февраля 1966 года в Красноводске.
В 1988 году окончил Казахского политехнического института им. В. И. Ленина по специальности инженер-механик.
В 2002 году окончил Казахский национальный технический университет им. К.Сатпаева по специальности горный инженер.

### Трудовая деятельность
С 1988 по 1994 годы — Слесарь, секретарь комитета комсомола, председатель профкома Казахского газоперерабатывающего завода.
С 1994 по 1998 годы — Директор ТОО «Энергия».
С 1998 по 1999 годы — Начальник отдела ОАО «Актаутрансгаз».
С 1999 по 2000 годы — Менеджер ННК «Казатомпром», директор департамента Тенгизского проекта ННК «Казахойл».
С 2000 по 2002 годы — Генеральный директор СП «Тенге».
С февраль по март 2002 годы — Директор департамента Министерства энергетики и минеральных ресурсов Республики Казахстан.
С 2002 по 2005 годы — Директор департамента НАК «Казатомпром».
С 2005 по 2016 годы — Генеральный директор ТОО «МАЭК-Казатомпром».
С 2012 по 2016 год — Депутат Мангистауского областного маслихата V созыва.
С 24 марта 2016 по 10 января 2021 годы — Депутат Мажилиса Парламента Республики Казахстан VI созыва от партии «Нур Отан», Член Комитета по экономической реформе и региональному развитию Мажилиса Парламента Республики Казахстан.

## Награды
- Заслуженный энергетик Республики Казахстан (2011 года)
- Заслуженный энергетик СНГ (2011 года)
- Орден Курмет (16 декабря 2014 года)[4][5]
- 2001 — Медаль «10 лет независимости Республики Казахстан»
- 2005 — Медаль «10 лет Конституции Республики Казахстан»
- 2008 — Медаль «10 лет Астане»
- 2011 — Медаль «20 лет независимости Республики Казахстан»
- 2018 — Медаль «20 лет Астане»